# Município de Studeničani
Studeničani (em macedônio/macedónio:  Студеничаниⓘ, em albanês:  Studeniçani) é um município central da Macedônia do Norte. Studeničani é também o nome homônimo para uma vila localizada no município. O lugar pertence à Região do Leste do país.

## Geografia
O município faz fronteira com a cidade de Escópia ao norte, Sopište ao oeste, Čaška ao sul, Zelenikovo ao leste e Petrovec ao nordeste.

## Demografia[1]
- Albaneses = 11,793 (68.4%)
- Turcos = 3,285 (19.1%)
- Bosníacos = 1,662 (9.6%)
- Macedônios = 309 (1.8%)
- outros = 197 (1.1%)